# Леки крайцери тип „Калиопа“
Калиопа (на английски: Calliope) са тип британски леки крайцери на Британския Кралски флот, от времето на Първата световна война. Всичко от проекта са построени 8 единици: „Калиопа“ (на английски: HMS Calliope), „Чемпиън“ (на английски: HMS Champion), „Кембриън“ (на английски: HMS Cambrian), „Кентърбъри“ (на английски: HMS Canterbury), „Кастор“ (на английски: HMS Castor), „Констанс“ (на английски: HMS Constance), „Сентаур“ (на английски: HMS Centaur) и „Конкорд“ (на английски: HMS Concord). Развитие на 1-вата серия крайцери от типа „C“ – „Карълайн“. Тяхна усъвършенствана версия са крайцерите от типа – „Каледон“.

## История на службата
1-ва група:
„Калиопа“ – заложен: 1 януари 1914 г., спуснат на вода: 17 декември 1914 г., влиза в строй през юни 1915 г.
„Чемпиън“ – заложен: 9 март 1914 г., спуснат на вода: 29 май 1915 г., влиза в строй през декември 1915 г.
2-ра група:
„Кембриън“ – заложен: 8 декември 1914 г., спуснат: 3 март 1916 г., влиза в строй през май 1916 г.
„Кентърбъри“ – заложен: 14 октомври 1914 г., спуснат: 21 декември 1915 г., влиза в строй през мае 1916 г.
„Кастор“ – заложен: 28 октомври 1914 г., спуснат: 28 юли 1915 г., влиза в строй през ноември 1915 г.
„Констанс“ – заложен: 25 януари 1915 г., спуснат: 12 септември 1915 г., влиза в строй през януари 1916 г.
3-та група:
„Сентаур“ – заложен: 24 януари 1915 г., спуснат: 6 януари 1916 г., влиза в строй през август 1916 г.
„Конкорд“ – заложен: 1 февруари 1915 г., спуснат: 1 април 1916 г., влиза в строй през декември 1916 г.

## Коментари
1. ↑  Всички данни се привеждат към момента на влизане в строй.